# Герб Гайворона
Герб Га́йворона — один з офіційних символів однойменного міста Кіровоградської області. Затверджений 15 грудня 1989 року рішенням №152 XII сесії міської ради XX скликання. Практично у 1989 році було затверджено 2 герби, і останній так і залишився бути офіційних донині. 
Автор — А.Авдєєв.

## Опис
|  | У зеленому щиті з лазуровою вільною частиною і червоною главою — лазуровий хвилястий перев'яз справа, на якому — чорний крук із золотим дзьобом, що тримає золоту дубову гілку. Під ним срібна залізнична емблема — крилате колесо. В главі герба — золоті схрещені шабля і ціп, а також орнамент у червоному полі. У вільній частині — золоті гармата з трьома ядрами перед нею. Зображені в главі орнамент і шабля із селянським ціпом указують на виникнення міста на місці селянських поселень. |

Основою герба є французький щит, хоча для української традиції характерний іспанський.

## Символіка
Емблема означає, що початок місту дала залізниця. Перев'яз символізує ріку Південний Буг, на якій розташоване місто. Птах гайворон з дубовою гілкою — характерний представник пташиного світу міста. Він передає назву і розповідає про навколишні дубові гаї. Вільна частина вказує на адміністративну приналежність міста до Кіровоградської області.

## Перший герб радянського періоду
Перший герб був затверджений 21 квітня 1989 р. рішенням виконавчого комітету міської ради.
Щит розтятий червоним і лазуровим. У першій частині — половина чорного гайворона з золотими дзьобом і лапами. В другий — половина дуба. Срібна база виконана у вигляді залізничної емблеми. У срібній главі — золоті козацька шабля, бунчук, пернач і червоне багаття.
Символіка. Козацькі атрибути означають, що місто виникло на місці давніх козацьких зимівників. Залізнична емблема означає, що місто бере початок у зв'язку з розвитком залізниці. Основне поле герба передає назву міста і вказує на древні діброви і характерного представника пташиного світу — ворона, який символізує мудрість і довголіття. Блакитний колір символізує ріку Південний Буг.
Автори — А. Авдєєв та В. Русецький.